# Володимирівський гай (пам'ятка природи)
Ботанічна пам'ятка природи «Володимирівський гай» — територія природно-заповідного фонду, що була оголошена Рішенням Миколаївського облвиконкому від 21.07.1972 № 391 «Про віднесення пам'яток природи місцевого значення за категоріями відповідно до нової класифікації та затвердження нововиявлених заповідних територій і природних об'єктів», на землях Казанківського району Миколаївської області.

## Характеристика
Площа — 11 га. Об'єкт розміщується неподалік від с. Лісове Казанківський району Миколаївської області, у кв 17 Володимирівського урочища.

## Скасування
В сучасних переліках територій та об'єктів природно-заповідного фонду Миколаївської області зазначена пам'ятка природи відсутня. Проте можливості встановити обставини її скасування, а також інформацію про рішення, якими таке скасування відбулось, не можливо...